# Escut del Morell
L'escut del Morell és un símbol representatiu i oficial del municipi del Morell, a la comarca del Tarragonès. Té el següent blasonament:
| « | Escut caironat: de sinople, una morera de sable. Per timbre, una corona mural de vila. | » |

## Història
L'escut actual fou aprovat per la Resolució PRE/430/2024, de 15 de febrer de 2024, publicada al Diari Oficial de la Generalitat de Catalunya núm. 9106, de 21 de febrer de 2024.
La morera és un senyal parlant que tradicionalment fa referència al nom de la vila.